# Ираклия (дим)
Ира́клия (греч. Δήμος Ηρακλείας) — община (дим) в Греции. Расположена на Сересской равнине в нижнем течении Стримона, к юго-востоку от озера Керкини. Входит в периферийную единицу Сере в периферии Центральная Македония. Население 21 145 человек по переписи 2011 года. Площадь 451,499 квадратного километра. Плотность 46,83 человека на квадратный километр. Административный центр — Ираклия. Димархом на местных выборах 2019 года избран Еорьос Куцакис (Γεώργιος Κουτσάκης).
Сообщество Дзумайя (Κοινότητα Τζουμαγιάς) создано в 1920 году (ΦΕΚ 2Α). В 1926 году (ΦΕΚ 55Α) переименовано в Ираклию. В 1946 году (ΦΕΚ 290Α) сообщество признано общиной. В 1997 году (ΦΕΚ 244Α) к общине добавлен ряд сообществ. В 2010 году (ΦΕΚ 87Α) по программе «Калликратис» к общине Ираклия присоединены упразднённые общины Скотуса и Стримоникон.

Карта общины:
1 — Ираклия
2 — Скотуса и Стримоникон

Община (дим) Ираклия делится на 3 общинные единицы.